# 刀切法
统计学中，刀切法（英語：jackknife）是一种重抽样方法，常用于对统计量的方差和偏差的估计。样本的刀切法估计量是指将样本去除每个元素后重新计算估计量，再将这些估计量取平均值。刀切法是自助法的一个线性近似。“刀切法”的名字由美国数学家约翰·图基提出，意在说明本方法像便携式小刀一样简单但实用，可解决多种统计问题。